# Lady's Knight
『Lady's Knight(レディス・ナイト)』は、1988年10月15日～1989年3月25日まで日本テレビで放送された深夜番組。

## 概要
出演者の女性達が2階建て住宅を借りて共同生活している設定で、毎回男性ゲスト(Knight)を招いてトークやゲームで盛り上がる。調理可能なカウンターキッチンや螺旋階段を設置し、洒落たインテリアや綺麗な花で室内を装飾するなど、こだわりのあるセットとなっている。また、本物のお酒を提供することで本音トークを引き出している。

## 出演者

### レギュラー
- 伊藤かずえ - 放送第1回から最終回まで出演。
- 森川由加里 - 放送第1回から最終回まで出演。
- 芳本美代子 - 放送第1回から最終回まで出演。
- BaBe - 放送第1回から最終回まで出演。
- 佐野量子 - 放送第7回から最終回まで出演。
- 戸川京子 - 放送第3回から出演。森川由加里が他の仕事で欠席する時の代理。

### ゲスト
- #01　(88/10/15)　西川弘志
- #02　(88/10/22)　島田紳助　芸能界を干されても9000万円あれば石垣島で45年生活出来るという持論を展開
- #03　(88/10/29)　吉村明宏
- #04　(88/11/05)　徳永英明
- #05　(88/11/12)　高田純次
- #06　(88/11/19)　コロッケ
- #07　(88/11/26)
- #08　(88/12/03)　関根勤
- #09　(88/12/10)
- #10　(88/12/17)
- #11　(88/12/24)
- #12　(89/01/21)
- #13　(89/01/28)
- #14　(89/02/04)　渡辺徹
- #15　(89/02/11)　CHA-CHA　フィーリングカップル5vs5

- #16　(89/02/18)　石田純一
- #17　(89/02/25)　吉幾三
- #18　(89/03/04)　安部譲二
- #19　(89/03/11)　神保美喜　伊藤かずえちゃんとお見合い
- #20　(89/03/18)　竹中直人
- #21　(89/03/25)　森田健作　前半のみの出演、後半は総集編で涙の最終回

- 不明　ウガンダ、稲川淳二、デーモン閣下、清水宏次朗、森末慎二、陣内孝則、小堺一機、ブラザートム、石黒賢

### 街頭レポーター
- 永井美奈子
- 関谷亜矢子

## スタッフ
- 構成：竹田康一郎、すずまさ、加藤芳一
- 美術：志村靖夫、加納和彦、三村雅一、村山和彦
- 照明：佐野利喜男、山下美智子
- SW：佐々木伸郎
- カメラ：鈴木博
- 音声：吾妻光良
- 調整：柴田康弘
- 音効：中根彬
- TK：中村ひろ子
- 編集：鶴岡康太（六本木ビデオセンター）
- MA：林光伸（六本ビデオセンター）
- ロケ技術：日本テレビビデオ
- ディレクター：中村英明、氣賀沢宏隆、内田功、長谷川賢一
- 取材：見山欣也、斉藤寿
- 演出：髙木章雄
- プロデューサー：吉岡正敏
- 制作：遠藤克彦
- 製作著作：日本テレビ

## 付記事項
- 全日空がレギュラースポンサーとなっていた。
- 昭和天皇の崩御に伴い、深夜放送を自粛。当番組も2週間対応した。

| 日本テレビ 土曜日25:10～26:10 | 日本テレビ 土曜日25:10～26:10 | 日本テレビ 土曜日25:10～26:10           |
| 前番組                        | 番組名                        | 次番組                                  |
| ----------------------------- | ----------------------------- | --------------------------------------- |
| 不明                          | Lady's Knight                 | おとなのにほへ （1989年4月～1990年3月） |